# From Under the Cork Tree
 (avril 2025).
Si vous disposez d'ouvrages ou d'articles de référence ou si vous connaissez des sites web de qualité traitant du thème abordé ici, merci de compléter l'article en donnant les références utiles à sa vérifiabilité et en les liant à la section « Notes et références ».
Albums de Fall Out Boy
Take This to Your Grave
(2003) Infinity on High
(2007)
Singles
1. Sugar, We're Goin Down
Sortie : 12 avril 2005
2. Dance, Dance
Sortie : 17 octobre 2005
3. A Little Less Sixteen Candles, a Little More "Touch Me"
Sortie : 6 juin 2006

From Under the Cork Tree est le deuxième album studio du groupe américain de rock alternatif de Fall Out Boy sorti le 3 mai 2005 sur le label Island Records.

## Titres de l'album
Les treize pistes de cet album sont :
Toutes les paroles sont écrites par Pete Wentz, toute la musique est composée par Fall Out Boy.
| No  | Titre                                                                                      | Durée |
| --- | ------------------------------------------------------------------------------------------ | ----- |
| 1.  | Our Lawyer Made Us Change the Name of This Song So We Wouldn't Get Sued                    | 3:09  |
| 2.  | Of All the Gin Joints in All the World                                                     | 3:11  |
| 3.  | Dance, Dance                                                                               | 3:00  |
| 4.  | Sugar, We're Goin Down                                                                     | 3:49  |
| 5.  | Nobody Puts Baby in the Corner                                                             | 3:21  |
| 6.  | I've Got a Dark Alley and a Bad Idea That Says You Should Shut Your Mouth (Summer Song)    | 3:11  |
| 7.  | 7 Minutes in Heaven (Atavan Halen)                                                         | 3:02  |
| 8.  | Sophomore Slump or Comeback of the Year                                                    | 3:23  |
| 9.  | Champagne for My Real Friends, Real Pain for My Sham Friends                               | 3:23  |
| 10. | I Slept with Someone in Fall Out Boy and All I Got Was This Stupid Song Written About Me   | 3:31  |
| 11. | A Little Less Sixteen Candles, a Little More "Touch Me"                                    | 2:49  |
| 12. | Get Busy Living or Get Busy Dying (Do Your Part to Save the Scene and Stop Going to Shows) | 3:27  |
| 13. | XO                                                                                         | 3:40  |